# Jerry Brown
Edmund Gerald "Jerry" Brown, Jr. (sinh ngày 7 tháng 4 năm 1938) là một chính khách Dân chủ Hoa Kỳ và là thống đốc thứ 39 của tiểu bang California từ 2011 đến 2019. Trước đây, ông từng có hai nhiệm kỳ làm thống đốc thứ 34 của tiểu bang, từ 1975 đến 1983.
Về trước và về sau hai nhiệm kỳ thống đốc đầu tiên, Brown được bầu vào nhiều chức vụ của tiểu bang, chính phủ địa phương, và đảng, bao gồm Ban quản trị Hội đồng Trường đại học Cộng đồng Los Angeles (1969–1971), Bộ trưởng Ngoại giao California (1971–1975), chủ tịch Đảng Dân chủ California (1989–1991), Thị trưởng Oakland (1999–2007), và Bộ trưởng Tư pháp California (2007–2011).
Brown tranh cử Tổng thống Hoa Kỳ sơ bộ của Đảng Dân chủ các năm 1976, 1980, và 1992, cũng như tranh cử nghị viện Thượng viện Hoa Kỳ năm 1982, nhưng mỗi lần bị thất bại.